# Xã Conewago, Quận Dauphin, Pennsylvania
Xã Conewago (tiếng Anh: Conewago Township) là một xã thuộc quận Dauphin, tiểu bang Pennsylvania, Hoa Kỳ. Năm 2010, dân số của xã này là 2.997 người.